# Cẩm Bình, Cẩm Thủy
Cẩm Bình là một xã cũ thuộc huyện Cẩm Thủy, tỉnh Thanh Hóa, Việt Nam.

## Địa giới hành chính
Xã Cẩm Bình là xã nằm ở phía bắc của huyện Cẩm Thủy, thuộc hữu ngạn sông Mã.
- Phía bắc giáp các xã Cẩm Lương và Cẩm Giang, huyện Cẩm Thủy.
- Phía đông giáp xã Cẩm Giang và thị trấn Phong Sơn, huyện Cẩm Thủy.
- Phía nam giáp các thị trấn Phong Sơn và xã Cẩm Châu, huyện Cẩm Thủy.
- Phía tây giáp xã Cẩm Thạch, huyện Cẩm Thủy.

## Lịch sử
Từ ngày 1 tháng 7 năm 2025, theo Nghị quyết số 1686/NQ-UBTVQH15, giải thể huyện Cẩm Thủy và thành lập xã Cẩm Thạch trên cơ sở sáp nhập toàn bộ diện tích tự nhiên và dân số của 4 xã là Cẩm Thành, Cẩm Liên, Cẩm Bình và Cẩm Thạch.

## Giao thông
Xã Cẩm Bình có quốc lộ lộ 217 chạy qua.